# Dystrykt Karak
Dystrykt Karak (paszto: کرك) – dystrykt w północnym Pakistanie w prowincji Chajber Pasztunchwa. W 1998 roku liczył 430 796 mieszkańców (z czego 49,07% stanowili mężczyźni) i obejmował 43 170 gospodarstw domowych. Siedzibą administracyjną dystryktu jest Karak.